# Cordulisantosia machadoi
Cordulisantosia machadoi là loài chuồn chuồn trong họ Corduliidae. Loài này được Costa & Santos mô tả khoa học đầu tiên năm 2000.